# A esli eto ljubov?
A esli eto ljubov? (russisk: А если это любовь?) er en sovjetisk spillefilm fra 1961 af Julij Rajzman.

## Medvirkende
- Zjanna Prokhorenko som Ksenija
- Igor Pusjkarjov som Boris
- Aleksandra Nazarova som Nadja
- Nina Sjorina som Rita
- Nadezjda Fedosova som Tatjana
- Andrej Mironov (filmdebut)